# Gangamela ira
Gangamela ira är en fjärilsart som beskrevs av Druce 1896. Gangamela ira ingår i släktet Gangamela och familjen björnspinnare. Inga underarter finns listade i Catalogue of Life.